# Презан, Константин
Константин Презан (рум. Constantin Prezan; 27 января 1861, Бутиману — 27 августа 1943, Шинетэу) — маршал Румынии (13 марта 1924).

## Биография
Начал военную службу в 1880 году лейтенантом. Военное образование получил в Бухаресте и Франции, служил в Генштабе и был адъютантом короля Фердинанда I.
После вступления Румынии в Первую мировую войну в августе 1916 года командовал 4-й (Северной) армией. Армия состояла из 7-й, 8-й и 14-й (с 4-й смешанной бригадой) дивизий (всего 68 батальонов) и примыкала к 9-й русской армии генерала Лечицкого. После разгрома в конце октябре 1916 года румынских армий командовал войсками в Бухарестском районе. В ноябре 1916 года назначен начальником румынского Генштаба.
10 ноября 1918 года, после вторичного вступления Румынии в войну, поставлен во главе румынских войск. В 1920 году командовал армией, оккупировавшей Трансильванию.
Награды
- Орден Кароля I с цепью (1937, Румыния)
- Орден Михая Храброго (Румыния)[1]
  - 1-го класса (1920)
  - 2-го класса (1917)
  - 3-го класса (1916)
- Орден Звезды Румынии, рыцарский крест (1896, Румыния)
- Орден «Святой Александр» 3-й степени (1897, Болгария)[2]
- Орден Бани, большой крест (Великобритания)
- Орден Белого орла (1935, Польша)
- Орден Дома Гогенцоллернов 2-й степени (Пруссия)
- Орден Короны 2-й степени (1897, Пруссия)
- Орден Святого Георгия 4-й степени (январь 1917, Россия)[3]
- Орден Святой Анны 2-й степени (1896, Россия)
- Орден Таковского креста 3-й степени (1896, Сербия)
- Орден Почётного легиона, великий офицер (1917, Франция)[4]